# 花見通
花見通（はなみとおり）は、愛知県名古屋市昭和区の地名。現行行政地名は花見通1丁目から花見通3丁目。住居表示未実施。

## 地理
名古屋市昭和区中央部に位置する。東は山花町・山中町・川名山町、西は川原通・広路通・駒方町に接する。

## 歴史

### 町名の由来
江戸時代には近在の八事山が、春には花見客、秋には紅葉の遊覧客で賑わったことに由来するという。

### 沿革
- 1938年（昭和13年）12月1日 - 昭和区広路町の一部により、同区花見通として成立[1]。
- 1942年（昭和17年）11月27日 - 昭和区広路町の一部を編入する[1]。
- 1950年（昭和25年）7月15日 - 昭和区広路町の一部を編入する[1]。

## 世帯数と人口
2019年（平成31年）1月1日現在の世帯数と人口は以下の通りである。
| 町丁   | 世帯数  | 人口  |
| ------ | ------- | ----- |
| 花見通 | 358世帯 | 522人 |

### 人口の変遷
国勢調査による人口の推移
| 1995年（平成7年）  | 1,177人 | [ WEB 6 ]  |  |
| 2000年（平成12年） | 982人   | [ WEB 7 ]  |  |
| 2005年（平成17年） | 798人   | [ WEB 8 ]  |  |
| 2010年（平成22年） | 704人   | [ WEB 9 ]  |  |
| 2015年（平成27年） | 649人   | [ WEB 10 ] |  |

## 学区
市立小・中学校に通う場合、学校等は以下の通りとなる。また、公立高等学校に通う場合の学区は以下の通りとなる。
| 丁目        | 小学校                                    | 中学校                                    | 高等学校 |
| ----------- | ----------------------------------------- | ----------------------------------------- | -------- |
| 花見通1丁目 | 名古屋市立広路小学校 名古屋市立川原小学校 | 名古屋市立駒方中学校 名古屋市立川名中学校 | 尾張学区 |
| 花見通2丁目 | 名古屋市立八事小学校 名古屋市立滝川小学校 | 名古屋市立駒方中学校 名古屋市立川名中学校 | 尾張学区 |
| 花見通3丁目 | 名古屋市立八事小学校 名古屋市立滝川小学校 | 名古屋市立駒方中学校 名古屋市立川名中学校 | 尾張学区 |

## 施設
- 真宗大谷派法光寺[2]
- 名古屋市消防局昭和消防署八事出張所[2]
- 川名公園
  - 名古屋市昭和文化小劇場

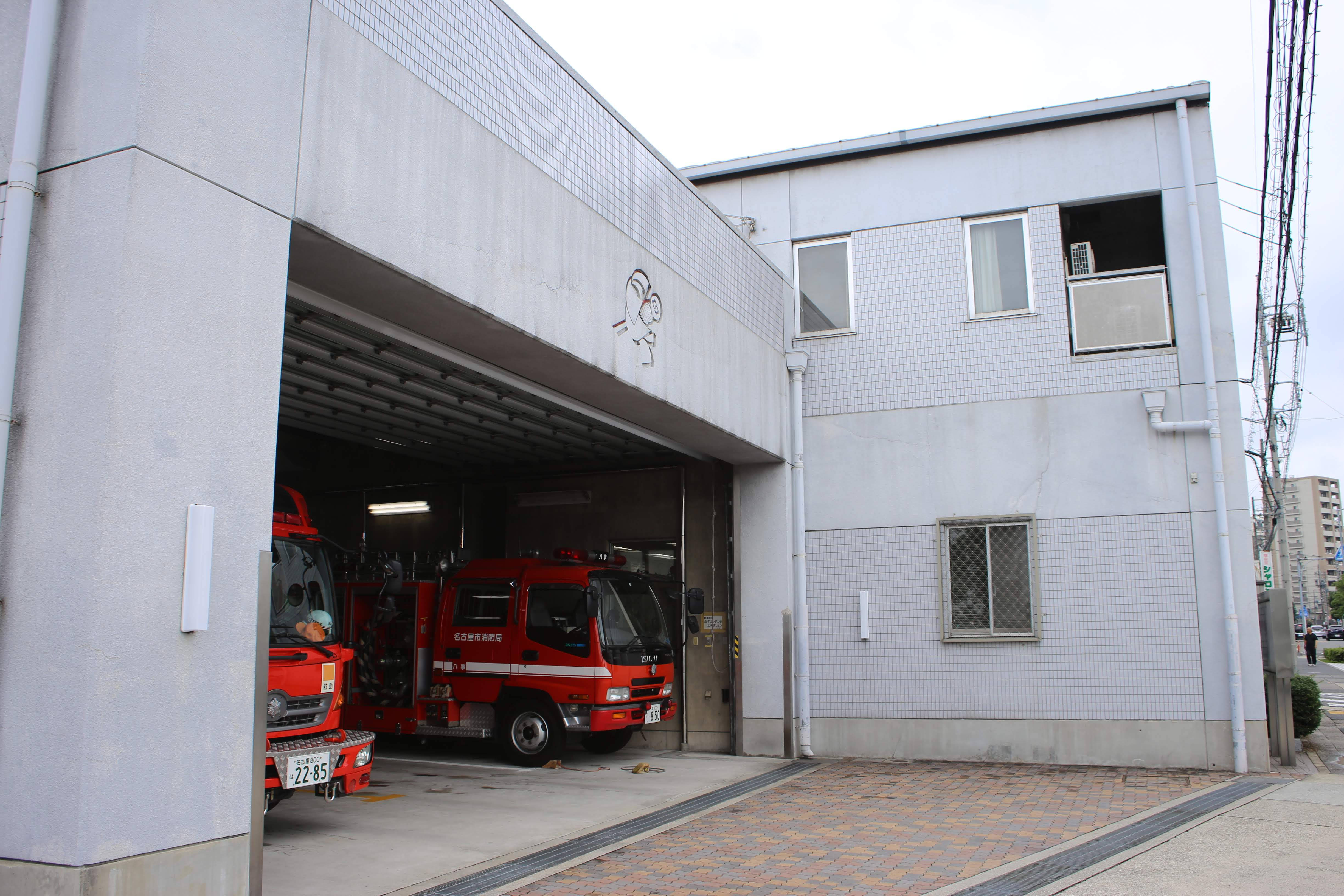
昭和消防署八事出張所（2019年7月）
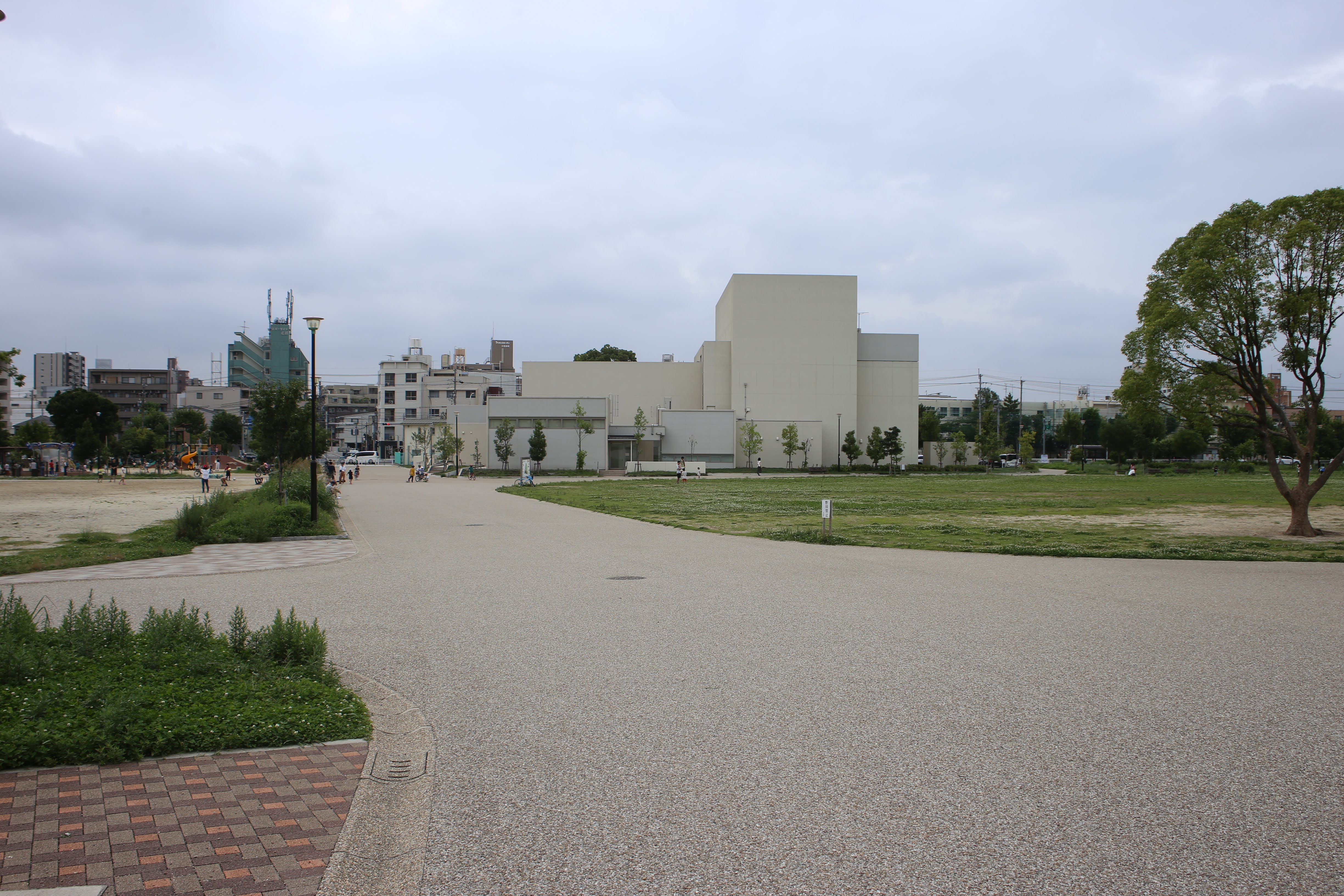
川名公園（2019年7月）
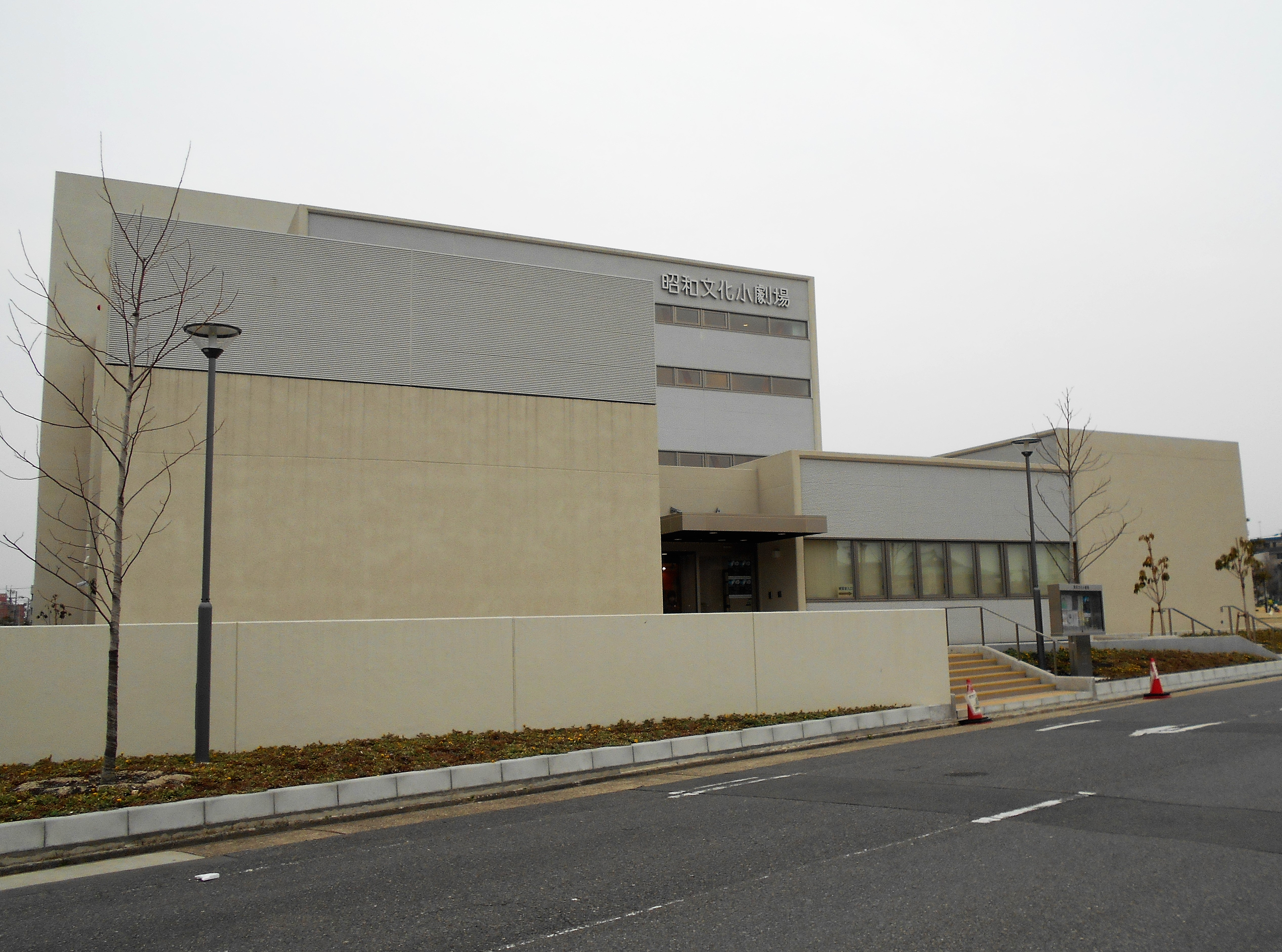
名古屋市昭和文化小劇場（2017年3月）

## その他

### 日本郵便
- 郵便番号 : 466-0831[WEB 3]（集配局：昭和郵便局[WEB 13]）。

### WEB
1. 1 2  “愛知県名古屋市昭和区の町丁・字一覧”.   人口統計ラボ. 2017年5月21日閲覧。
2. 1 2  “町・丁目(大字)別、年齢(10歳階級)別公簿人口(全市・区別)”.   名古屋市 (2019年1月23日). 2019年1月23日閲覧。
3. 1 2  “郵便番号”.  日本郵便. 2019年1月6日閲覧。
4. ↑  “市外局番の一覧”.   総務省. 2019年1月6日閲覧。
5. ↑  名古屋市役所市民経済局地域振興部住民課町名表示係 (2015年10月21日). “昭和区の町名”.   名古屋市. 2017年5月21日閲覧。
6. ↑  総務省統計局 (2014年3月28日). “平成7年国勢調査の調査結果(e-Stat) - 男女別人口及び世帯数 －町丁・字等” (CSV). 2019年4月27日閲覧。
7. ↑  総務省統計局 (2014年5月30日). “平成12年国勢調査の調査結果(e-Stat) - 男女別人口及び世帯数 －町丁・字等” (CSV). 2019年4月27日閲覧。
8. ↑  総務省統計局 (2014年6月27日). “平成17年国勢調査の調査結果(e-Stat) - 男女別人口及び世帯数 －町丁・字等” (CSV). 2019年4月27日閲覧。
9. ↑  総務省統計局 (2012年1月20日). “平成22年国勢調査の調査結果(e-Stat) - 男女別人口及び世帯数 －町丁・字等” (CSV). 2019年4月27日閲覧。
10. ↑  総務省統計局 (2017年1月27日). “平成27年国勢調査の調査結果(e-Stat) - 男女別人口及び世帯数 －町丁・字等” (CSV). 2019年4月27日閲覧。
11. ↑  “市立小・中学校の通学区域一覧”.   名古屋市 (2018年11月10日). 2019年1月14日閲覧。
12. ↑  “平成29年度以降の愛知県公立高等学校（全日制課程）入学者選抜における通学区域並びに群及びグループ分け案について”.   愛知県教育委員会 (2015年2月16日). 2019年1月14日閲覧。
13. ↑  郵便番号簿 平成29年度版 - 日本郵便. 2019年01月06日閲覧 (PDF)

### 書籍
1. 1 2 3 4  名古屋市計画局 1992, p. 794.
2. 1 2 3 4  「角川日本地名大辞典」編纂委員会 1989, p. 1459.
3. ↑  名古屋市計画局 1992, p. 361.